# Akialoa d'Oahu
L'akialoa d'Oahu (Akialoa ellisiana) és una espècie extinta d'ocells de la família dels fringíl·lids Fringillidae, endèmica de les illes Hawaii. Modernament el Congrés Ornitològic Internacional l'ha inclòs temptativament al gènere Akialoa arran el treball de Pratt 2005, però ha estat normalment ubicat al gènere Hemignathus.

## Descripció
La subespècie tipus era un ocell de 16 – 19 cm de llargària, amb color general verd oliva més clar al pit. Ales i cua verd oliva amb vores més pàl·lides. Potes de color marró. Llarg bec, corbat cap a baix.

## Alimentació
Amb el seu bec llarg i corbat s'alimentava principalment d'insectes i també de nèctar.

## Hàbitat i distribució
Habitada boscos per sobre dels 200 m a les illes Hawaii. De Lanai, Oahu i Kauai es van col·lectar individus vius, mentre a Molokai i Maui únicament s'ha obtingut material fòssil.

## Classificació
Aquesta espècie, ubicada habitualment al gènere Hemignathus es classifica en tres subespècies que han estat sovint considerades espècies de ple dret:
- A. e. ellisiana (Gray, GR, 1860). Habitava l'illa Oahu. Es considera que havia desaparegut en la primera meitat del segle xx.
- A. e. lanaiensis (Rothschild, 1893). Habitava l'illa Lanai. En 1892 ja havia desaparegut. Va ser la primera població d'aquest gènere en què es va documentar l'extinció.
- A. e. stejnegeri (Wilson, SB, 1889). Habitava l'illa Kauai. En 1965 es va documentar per darrera vegada la seva presència.